# Mikhail Alexandrovitch Kartsev
Mikhaïl Alexandrovitch Kartsev (russe : Михаил Александрович Карцев, transcription anglaise Mikhail Alexandrovich Kartsev ; né le 10 mai 1923 à Kiev et mort le 23 avril 1983 à Moscou) est un ingénieur informatique soviétique qui a notamment supervisé ou conçu la série d'ordinateurs du M-2 au M-13.

## Biographie
Kartsev est issu d'une famille d'enseignants. Pendant la deuxième guerre mondiale, il est soldat dans une unité de chars juste après avoir quitté l'école en 1941 jusqu'au début de 1947. Immédiatement après sa libération, il étudie à l'Institut électrotechnique de Moscou (MEPI) dans le département d'ingénierie radio. Alors qu'il est encore étudiant, il est impliqué dans le projet M-1 de construction d'un premier ordinateur (sous Isaac Semionovitch Brouk et Nikolaï Iakovlevitch Matioukhine). L'équipe était composée de jeunes ingénieurs. Matioukhine avait même quatre ans de moins que Kartsev.
En 1952, il supervise la construction du successeur M-2 dans le laboratoire de Brouk, achevé en seulement un an et demi. Il est opérationnel en 1953 et fonctionne pendant quinze ans sans complications majeures. En 1956, Kartsev l'étend avec une mémoire à noyau de ferrite. En 1957, il est chargé par Brouk de la direction scientifique du projet M-4 pour les ordinateurs de processus des réseaux radar anti-aériens (AG Shishlov et VS Seminikhin étaient également impliqués dans des postes de direction). C'était l'un des premiers ordinateurs soviétiques de deuxième génération, avec logique transistor. Le premier ordinateur est disponible à des fins de test en 1959. Même pendant la phase de test, les progrès techniques rendent nécessaire le développement du M-4M (pour lequel que Kartsev a dû surmonter, cependant, une résistance bureaucratique considérable), qui a été produit de 1964 à 1985 et dont environ 100 exemplaires ont été fabriqués, pour l'armée de l'air.
Sa proposition d'un processeur RISC à composants informatiques parallèles (M-9), très en avance sur son temps et censé avoir 1000 fois les performances du BESM-6 (qui atteignait environ 1 million d'instructions par seconde), n'a pas s'imposer en 1967 car les composants électroniques nécessaires n'étaient pas disponibles. Cependant, ces idées ont été incorporées dans le projet de supercalculateur M-10, débuté en 1969. Le premier ordinateur est livré en 1973 et il est utilisé pendant 15 ans. Il a notamment été utilisé dans le système d'alerte précoce des missiles balistiques intercontinentaux et classé secret. Cependant, Kartsev a réussi à promouvoir son utilisation à des fins purement scientifiques, par exemple en physique des plasmas (pour les réacteurs à fusion) - l'ordinateur était beaucoup plus rapide que l'ES-1040 contemporain et vingt fois plus rapide que le BESM-6. En 1977, il a de nouveau reçu un prix d'État de l'URSS pour cela.
En 1967, son bureau d'études (qui fait partie de l'Institut des machines de contrôle électronique de Brouk) a reçu son propre bâtiment. Son institut a ensuite été nommé d'après lui après sa mort.
En 1978, il a commencé son projet d'un supercalculateur M-13 avec 225 processeurs vectoriels. La production a commencé en 1984. Comme le M-10, il a été utilisé dans la défense antimissile.
En 1956, il obtient son doctorat (titre de candidat). Pour ses travaux sur le M-4M, il a reçu un doctorat russe et en 1967 le prix d'État de l'URSS.
Il a reçu l'Ordre de Lénine et la bannière rouge du travail.

## Ouvrages
Il a publié cinq ouvrages parmi lesquels :
- Arithmetic Units of Electronic Digital Computers (première édition en Russie en 1958)
- Digital Computer Arithmetic (1969)
- Digital Computer Architecture
- Computing Systems and Synchronous Arithmetic (1978)